# Госсе, Кристин
Кристин Госсе (фр. Christine Gossé; Пустой шаблон {{ВД-Преамбула}} ) — французская гребчиха, выступавшая за сборную Франции по академической гребле в период 1981—1996 годов. Бронзовый призёр Олимпийских игр в Атланте, двукратная чемпионка мира, победительница и призёр многих регат национального значения.

## Биография
Кристин Госсе родилась 26 октября 1964 года в городе Оффенбург, ФРГ.
Дебютировала на международном уровне в 1981 году, когда вошла в состав французской сборной на юниорском мировом первенстве в Болгарии и заняла там четвёртое место в зачёте парных четвёрок с рулевыми. Год спустя на аналогичных соревнованиях в Италии выиграла в той же дисциплине серебряную медаль.
В 1983 году на взрослом чемпионате мира в Дуйсбурге показала девятый результат в классе распашных рулевых четвёрок.
Благодаря череде удачных выступлений удостоилась права защищать честь страны на Олимпийских играх 1984 года в Лос-Анджелесе — в программе парных рулевых четвёрок финишировала здесь пятой.
В 1985 году на мировом первенстве в Хазевинкеле была в парных четвёрках восьмой.
На чемпионате мира 1986 года в Ноттингеме в парных четвёрках пришла к финишу пятой.
В 1988 году выступила на Олимпийских играх в Сеуле, где в парных четвёрках закрыла десятку сильнейших.
На мировом первенстве 1990 года в Тасмании заняла седьмое место в зачёте распашных четвёрок без рулевой.
В 1991 году на чемпионате мира в Вене стала четвёртой в безрульных двойках.
Принимала участие в Олимпийских играх 1992 года в Барселоне, где так же заняла четвёртое место в безрульных двойках.
После барселонской Олимпиады Госсе осталась в составе гребной команды Франции на ещё один олимпийский цикл и продолжила принимать участие в крупнейших международных регатах. Так, 1993 году в безрульных двойках она одержала победу на чемпионате мира в Рачице, а в 1994 году повторила это достижение на аналогичных соревнованиях в Индианаполисе.
В 1995 году побывала на мировом первенстве в Тампере, откуда привезла награду бронзового достоинства, выигранную в четвёрках без рулевых.
Находясь в числе лидеров французской национальной сборной, благополучно прошла отбор на Олимпийские игры 1996 года в Атланте. На сей раз вместе с напарницей Элен Кортен финишировала третьей позади экипажей из Австралии и США — тем самым завоевала бронзовую олимпийскую медаль. Вскоре по окончании этих соревнований приняла решение завершить спортивную карьеру.
За выдающиеся спортивные достижения была награждена орденом Заслуг в степени кавалера.